# Will Carroll
Will Carroll (ur. 13 maja 1973 w San Francisco) – amerykański perkusista. Członek zespołów Death Angel, Scarecrow, The Past oraz Warning S.F.. Wcześniej występował w grupach Machine Head, MindZone, Old Grandad, Serpent Crown, Ulysses Siren, Vicious Rumors oraz Warfare D.C..
Muzyk jest endorserem instrumentów firm Pearl, Silverfox Percussion, Remo oraz Meinl.